# Bains byzantins de Thessalonique

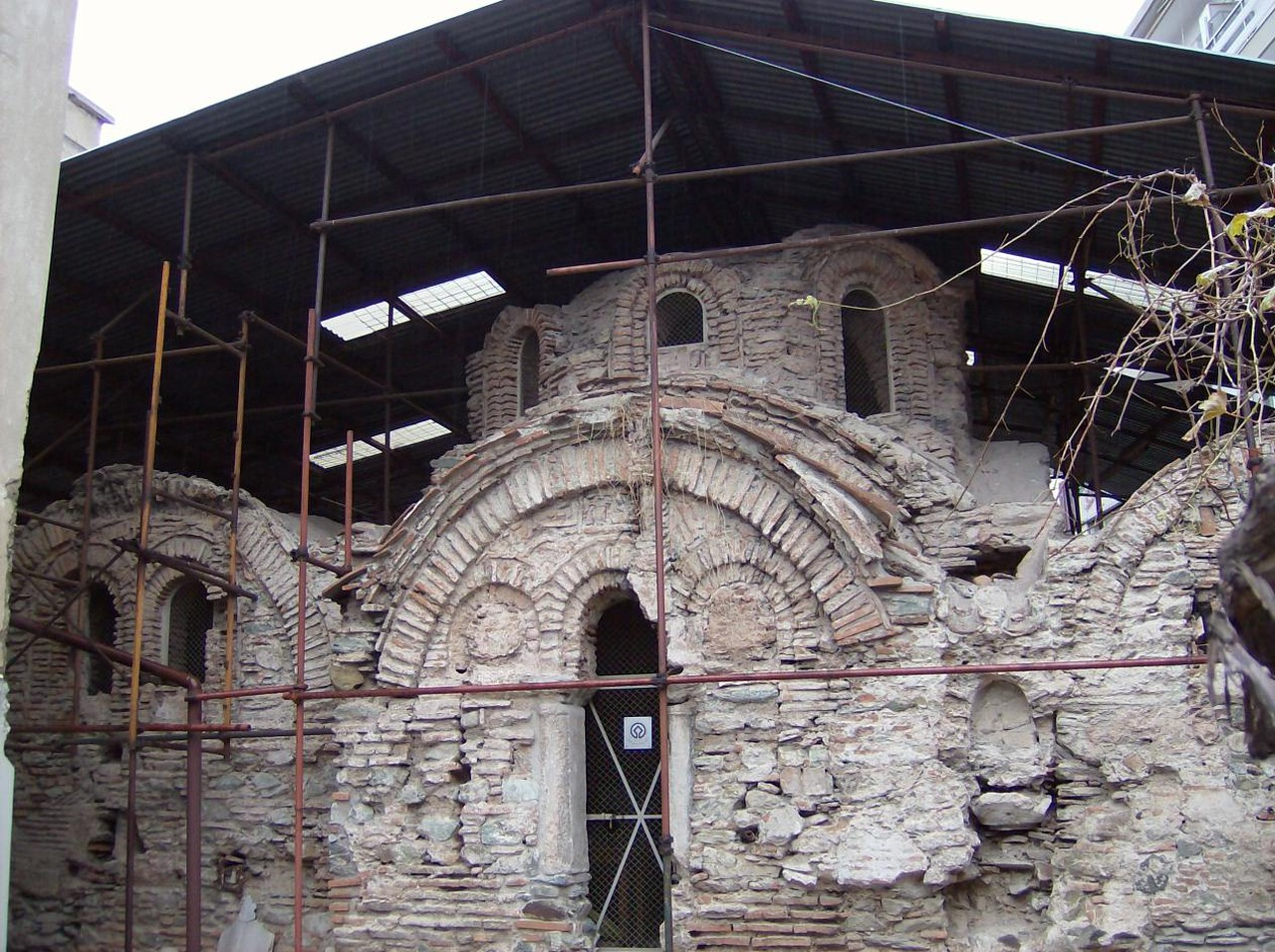
Les bains avant rénovation.

Les bains byzantins de Thessalonique (en grec moderne : Βυζαντινά Λουτρά Θεσσαλονίκης), situés rue Théotokopoulou, dans la ville haute (en) de Thessalonique, constituent l'exemple le mieux préservé de l'architecture byzantine des bains publics en Grèce.

## Histoire
Les bains fonctionnèrent continument de la fin du XIIe siècle ou du début du XIIIe siècle jusqu'en 1940,. Les sources byzantines n'en faisant pas mention, l'édifice appartient probablement initialement à un monastère. Au cours de la domination ottomane, le lieu prit le nom de Kule Hammam (« bains de la citadelle »).
Laissés à l'abandon, les bains furent endommagés par le séisme de 1978 (en), à la suite duquel des échafaudages et un toit en tôle furent installés afin de contenir la dégradation de l'édifice. Les bains byzantins sont inscrits depuis 1988 sur la liste du patrimoine mondial de l'Unesco au sein du bien intitulé « Monuments paléochrétiens et byzantins de Thessalonique ».
Ils sont à nouveau ouverts à la visite depuis juillet 2015 après quatre années de restauration.

## Description
L'édifice, de taille modeste, mesure 12,5 × 17,5 mètres. Largement modifié au cours du temps, le monument est construit sur le plan des thermes romains. L'entrée originelle au sud conduit au frigidarium rectangulaire, puis à un tepidarium composé de deux salles voûtées et à un caldarium surmonté d'une coupole. Une citerne est localisée au nord pour la réserve d'eau. Les bains byzantins fonctionnaient alternativement pour les femmes et pour les hommes avant qu'une séparation ne fût construite à l'époque ottomane pour un usage simultané.